# 話のつまらない男に殺意を覚える
話のつまらない男に殺意を覚える（はなしのつまらないおとこにさついをおぼえる）とは、2006年12月に小学館から出版された書籍、およびmixiで数多くの会員が集まったコミュニティ。書籍の著者はドレミファガール。
これはソーシャルネットワーキングサービスであるmixiのコミュニティから生まれた書籍である。コミュニティの中で女性によって投稿された、思わず毒づきたくなる男性の言動を編集してまとめたものである。書籍化にあたっては勘違い男をシチュエーション別に構成されている。そしてフォントの大きさや紙の太さなどによる、視覚的なインパクトを与える作りになっているなど、これまでのネット初書籍と比べてればレイアウト面で凝っている。この書籍が出版されるに当たっての著作権問題も絡み、mixi内では類似した殺意を返すようなコミュニティが立った。さらには男性による「女性に対する殺意を覚える言い分」を投稿するコミュニティも複数立ち上げられた。発売と同時期に携帯電話向けに電子書籍（ダイジェスト版）の配信も行われた。